# Josef Abrhám
Josef Abrhám, né le 14 décembre 1939 à Zlín (protectorat de Bohême-Moravie) et mort le 16 mai 2022 à Mělník (Tchéquie) est un acteur tchécoslovaque puis tchèque.

## Biographie

### Vie privée
Josef Abrhám est le mari de l'actrice Libuše Šafránková.

## Filmographie partielle
- 1964 : Du courage pour chaque jour  d'Evald Schorm
- 1964 : Le Premier Cri de Jaromil Jireš
- 1967 : Happy End d'Oldřich Lipský
- 1967 : Pension pour célibataires de Jiří Krejčík
- 1969 : 322 de Dusan Hanak
- 1972 : Morgiana de Juraj Herz
- 1975 : Sept hommes à l'aube de Lewis Gilbert
- 1975 : Holka na zabití
- 1976 : Marečku, podejte mi pero!
- 1978 : Kulový Blesk
- 1989 : El mar es azul de Juan Ortuoste
- 1991 : Kafka de Steven Soderbergh
- 1991 : L'Opéra du gueux (Žebrácká opera) de Jiří Menzel
- 2006 : Beauty in Trouble de Jan Hřebejk
- 2006 : Moi qui ai servi le roi d'Angleterre de Jiří Menzel